# 國語問題論爭史
『國語問題論爭史』（国語問題論争史、こくごもんだいろんそうし）は、福田恆存と弟子の土屋道雄による、国語国字問題に関する著書である。

## 概要
新旧版がある。旧版は1962年（昭和37年）12月に新潮社、新版は2005年（平成17年）1月に玉川大学出版部で出版された。いずれも表記は、旧字体・歴史的仮名遣。新版は土屋道雄によって大幅な改訂が行われ、正式に土屋道雄名義となっている。土屋はその間、國語問題協議會の主事として機関紙『國語國字』の編集を担当し、国語教育者として多くの国語評論・教育本を出版している。
戦前・戦後の多数の文献の調査による著作で、国語国字問題にかかわる諸種の文章を引用論議しつつ、旧字体・歴史的かなづかいの擁護に徹する立場から、旧字体・歴史的仮名遣いを支持した論者には同意補足する評言を加える。
一方で、国字改良論者（漢字制限論・かな専用論・ローマ字専用論）たちは無論、新字体・現代かなづかいを支持する立場の論説には、強く批判的な評言を行っており、論旨は独自なものであることは否めない。